# Starfish Prime

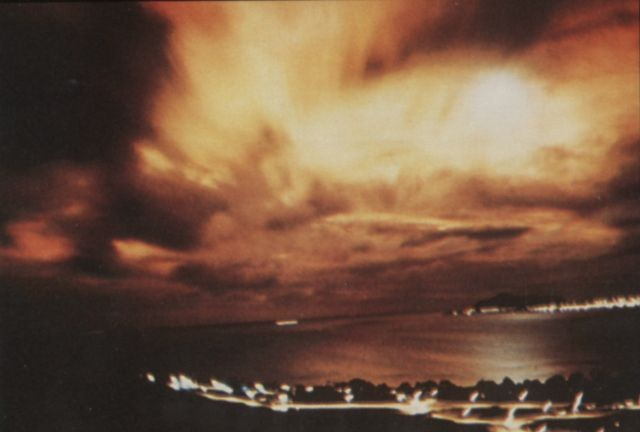
De flits die door de explosie werd veroorzaakt, gezien door de zware bewolking vanuit Honolulu, 1.450 km verder.

Starfish Prime was een kernproef op grote hoogte die werd uitgevoerd door de Verenigde Staten, een gezamenlijke inspanning van de Atomic Energy Commission (AEC) en het Defense Atomic Support Agency. De lancering vond plaats op 9 juli 1962 vanaf de Johnston-atol en was de grootste kernproef die in de ruimte werd uitgevoerd. Het was tevens een van de vijf kernproeven die de VS in de ruimte uitvoerde.
Een Thor-raket met een W49-thermonucleaire kernkop (ontworpen in het Los Alamos National Laboratory) en een Mk. 2-terugkeervoertuig werden gelanceerd vanaf de Johnston-atol in de Stille Oceaan, ongeveer 1.450 km ten westzuidwesten van Hawaï. De explosie vond plaats op een hoogte van 400 km, boven een punt 31 km ten zuidwesten van de Johnston-atol. Het had een energieopbrengst van 5,9 PJ. De explosie was ongeveer 10° boven de horizon, gezien vanaf Hawaï, op 11 uur Hawaïaanse tijd.

## Operatie Fishbowl
De Starfish-test was een van de vijf tests op grote hoogte die werden gegroepeerd als Operatie Fishbowl binnen de grotere Operatie Dominic, een reeks tests in 1962 die begon als reactie op de Sovjet-aankondiging op 30 augustus 1961 dat ze een einde zouden maken aan een moratorium van drie jaar op nucleaire tests.
In 1958 voerden de Verenigde Staten zes kernproeven op grote hoogte uit, die veel onverwachte resultaten opleverden en veel nieuwe vragen opriepen. Volgens het interimrapport van de Amerikaanse overheidsprojectfunctionaris over het Starfish Prime-project:
Eerdere kernproeven op grote hoogte YUCCA, TEAK en ORANGE, samen met de drie Operatie Argus-explosies waren slecht geïnstrumenteerd en haastig uitgevoerd. Ondanks grondige studies van de magere gegevens zijn de huidige modellen van deze explosies schetsmatig en voorlopig. Deze modellen zijn te onzeker om met enige zekerheid te kunnen extrapoleren naar andere hoogtes en opbrengsten. Er is dus een sterke behoefte, niet alleen aan betere instrumentatie, maar ook aan verdere testen die een reeks hoogtes en opbrengsten bestrijken.
De Starfish-test was oorspronkelijk gepland als de tweede in de Fishbowl-serie, maar de eerste lancering (Bluegill) ging verloren door de radarvolgapparatuur en moest tijdens de vlucht worden vernietigd.
De eerste lanceringspoging van Starfish op 20 juni werd ook al tijdens de vlucht afgebroken, ditmaal vanwege een storing in de Thor-raket. De Thor-raket vloog 59 seconden lang een normale baan; toen stopte de raketmotor en begon de raket uit elkaar te vallen. De veiligheidsfunctionaris gaf opdracht de raket en de kernkop te vernietigen. De raket was tussen 9.100 m en 10.700 m hoog toen ze werd vernietigd. Delen van de raket en een deel van de radioactieve vervuiling kwamen terecht op de Johnston-atol, het nabijgelegen Sand Island en de omliggende oceaan. 

## Explosie
Op 9 juli 1962 om 09:00:09 Coordinated Universal Time (11:00:09 op 8 juli 1962, Honolulu-tijd) werd de Starfish Prime-test tot ontploffing gebracht op een hoogte van 400 km. De echte energieopbrengst benaderde goed de geplande opbrengst, die volgens verschillende bronnen tussen 5,9 tot 6,1 PJ lag. De atoomkop ontplofte 13 minuten en 41 seconden na het opstijgen van de raket.

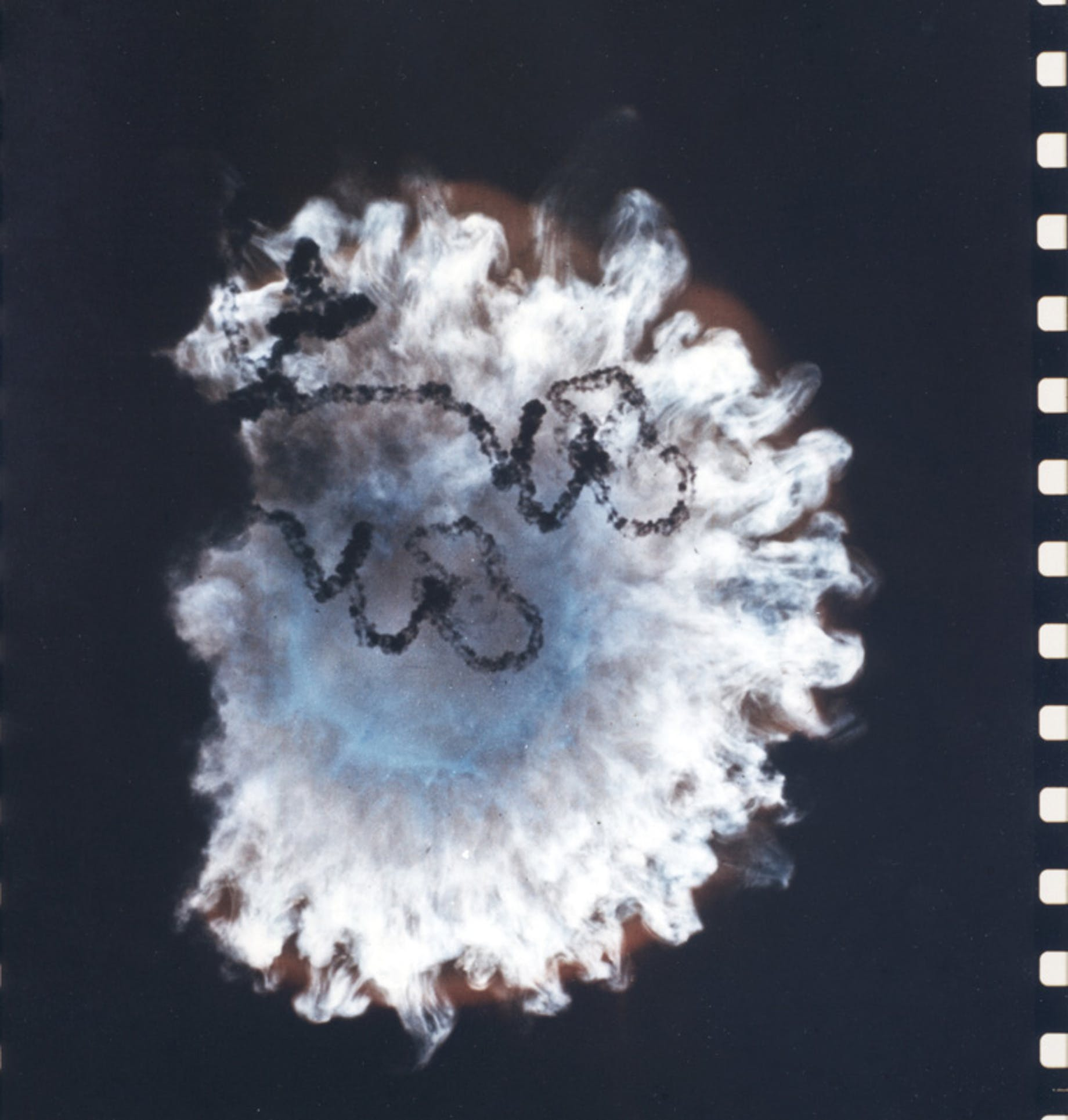
Frame van de Starfish Prime-kerntest

Starfish Prime veroorzaakte een elektromagnetische puls (EMP) die veel groter was dan verwacht. Zoveel groter zelfs dat hij de meting buiten de schaal deed gaan, wat het verkrijgen van nauwkeurige metingen erg lastig maakte. De elektromagnetische puls van Starfish Prime werd ook door het publiek opgemerkt, omdat er elektrische schade ontstond op Hawaï, ongeveer 1.450 km verwijderd van het detonatiepunt. Ongeveer 300 straatlantaarns werden uitgeschakeld, talloze inbraakalarmen gingen af en een microgolfverbinding van een telefoonmaatschappij werd beschadigd. De schade aan de microgolfverbinding door de elektromagnetische puls (EMP) zorgde ervoor dat telefoongesprekken van Kauai naar de andere Hawaïaanse eilanden werden stilgelegd.
In totaal werden 27 kleine raketten gelanceerd vanaf de Johnston-atol om experimentele gegevens te verkrijgen over de Starfish Prime-detonatie. Bovendien werd een groot aantal raketinstrumenten gelanceerd vanaf Barking Sands, Kauai, op de Hawaïaanse eilanden.
Een groot aantal Amerikaanse militaire schepen en vliegtuigen opereerden ter ondersteuning van Starfish Prime in het gebied van de Johnston-atol en in het nabijgelegen noordelijke deel van de Stille Oceaan.
Ook waren er enkele militaire schepen en vliegtuigen gestationeerd in het gebied van de zuidelijke Stille Oceaan, vlak bij de Samoa-eilanden. Deze locatie bevond zich aan het zuidelijke uiteinde van de magnetische veldlijn van het aardmagnetisch veld, gezien vanaf de positie van de nucleaire detonatie. Voor de test werd dit gebied ook wel de "zuidelijke geconjugeerde regio" genoemd. Een onuitgenodigd wetenschappelijk expeditieschip van de Sovjet-Unie was gestationeerd nabij de Johnston-atol voor de test, en een ander wetenschappelijk expeditieschip van de Sovjet-Unie bevond zich in de zuidelijke aangelegen regio nabij de Samoa-eilanden.
Na de detonatie van Starfish Prime werden heldere poollichten waargenomen in het detonatiegebied en in het zuidelijke aangelegen gebied aan de andere kant van de evenaar. Volgens een van de eerste technische rapporten:
De zichtbare verschijnselen als gevolg van de explosie waren wijdverspreid en vrij intens; een zeer groot deel van de Stille Oceaan werd verlicht door het poollicht, van ver ten zuiden van het zuidelijke magnetische conjugaatgebied (Tongatapu) via het explosiegebied tot ver ten noorden van het noordelijke conjugaatgebied (French Frigate Shoals)... In de schemering na de explosie werd bij Johnston en French Frigate Shoals dagenlang resonante verstrooiing van licht van lithium en ander puin waargenomen, wat de langdurige aanwezigheid van puin in de atmosfeer bevestigde. Een interessant neveneffect was dat de Royal New Zealand Air Force werd geholpen bij anti-onderzeebootmanoeuvres door het licht van de bom.
Deze poollicht-effecten werden gedeeltelijk voorzien door Nicholas Christofilos, een wetenschapper die eerder had gewerkt aan de nucleaire ontploffingen op grote hoogte tijdens Operatie Argus.
Volgens de Amerikaanse atoomveteraan Cecil R. Coale boden sommige hotels op Hawaï "regenboogbom"-feestjes aan op hun daken voor Starfish Prime, wat in tegenspraak is met sommige berichten dat het kunstmatige poollicht onverwacht was.
In een rapport uit 2006 werden de deeltjes- en veldmetingen van de diamagnetische holte van Starfish beschreven, evenals de geïnjecteerde bètaflux in de kunstmatige stralingsgordel. Deze metingen beschrijven de explosie van 0,1 milliseconden tot 16 minuten na de detonatie.

### Waarnemingen in Christchurch, Nieuw-Zeeland
Ten tijde van de Starfish Prime-explosie was de natuurkundeafdeling van de Universiteit van Canterbury in Christchurch, Nieuw-Zeeland, bezig met het bedienen van een airglow-fotometer op een veldstation nabij Rolleston, 30 km ten zuidoosten van Christchurch. De fotometer werd ontworpen en gekalibreerd door Dr. I. Filosofo en anderen aan het Illinois Institute of Technology.
Het airglow-observatieprogramma was onderdeel van onderzoek naar de bovenste atmosfeer onder leiding van Dr. C. Ellyett.
Op 9 juli 1962 waren Samuel Neff en zijn vrouw Ruth Neff op het veldstation Rolleston om de fotometer te bedienen en alle waarnemingen vast te leggen. De fotometrische resultaten werden gepubliceerd in het Journal of Geophysical Research Letters. Christchurch ligt ongeveer op dezelfde lengtegraad als Johnston Island, maar ligt veel verder van de evenaar. Daarom werd aangenomen dat de magnetische krachtlijnen van de aarde die de atmosfeer bij Christchurch binnenkomen, te ver boven Johnston Island lagen om veel verband te kunnen hebben tussen Christchurch en de explosie. Deze veronderstelling bleek onjuist.
Vijf tot tien seconden na de explosie waren er witte poollichtstralen te zien vanuit het magnetische zenit. Binnen een minuut hadden deze stralen een roodachtige tint gekregen en om 9:04 (GMT) werd de witte structuur gedomineerd door een rode gloed die het grootste deel van de hemel in het noorden bedekte en zich uitstrekte voorbij het zenit in het zuiden. De lichtverschijnsel was ongeveer twaalf minuten lang met het blote oog te zien, maar de fotometrische waarden van de intensiteit bleven gedurende meer dan een uur boven normaal.
De fotometer is ontworpen om specifiek de atomaire emissies te meten van de grondconfiguratie van het zuurstofatoom als gevolg van 1S- naar 1D-overgangen (557,7 nm) en 1D- naar 3P-overgangen (630,0 nm). Beide emissies zijn onderdelen van de normale luchtgloed en het poollicht. Metingen lieten een maximum zien voor 557,7 nm van 2x104 rayleighs ongeveer twee minuten na detonatie. Deze waarde was ongeveer 200 keer de normale luchtgloed-waarde. Het maximum voor 630,0 nm was 1,8x105 rayleighs, of 2,4x103 keer de normale waarde, wat overeenkomt met een klasse 3-aurora. De piekintensiteit kwam 4 minuten na de detonatie, de vertraging ten opzichte van 557,7 nm voortkomend uit de langere levensduur van de 1D-toestand. De emissie van de 1D-toestand daalde gedurende 7 minuten op strikt exponentiële wijze, waardoor een nauwkeurige meting van de vervalconstante voor die toestand mogelijk is. De resulterende waarde (0,0087 sec−1) komt nauw overeen met de theoretisch door Garstang berekende waarde van 0,0092 sec−1.
Op het moment van de explosie registreerde een ionosonde geluid bij Godley Head, ongeveer 24 kilometer van Christchurch. Geoff King en Harvey Cumack van het Geophysical Observatory (DSIR) in Christchurch combineerden de waargenomen ionosferische en fotometrische resultaten om inzicht te krijgen in de mechanismen die de visuele waarnemingen kunnen verklaren. Hoewel de ionosondegegevens ernstig vervormd waren, konden King en Cumack de elektronendichtheid in het f-gebied vier minuten na de explosie meten. De excitatie van de 1D-toestand van zuurstof in de luchtgloed en het poollicht wordt op bevredigende wijze verklaard door een proces van dissociatieve recombinatie, waarvan de meeste snelheidscoëfficiënten bekend zijn. King en Cumack konden aantonen dat de intensiteit van 630,0 nm-straling gemeten door Neff vele malen groter was dan de straling die door recombinatie zou worden geproduceerd. De resterende mogelijkheid was dat na de explosie een golf van neutraal plasma (ionen plus elektronen) de atmosfeer boven Christchurch binnenkwam met voldoende dichtheid en energie om de waargenomen excitatie door botsingen tussen elektronen en atomen te veroorzaken. Deze resultaten werden in december 1962 gepubliceerd in het New Zealand Journal of Geodesy and Geophysics.

## Nawerkingen
De explosie bracht ongeveer 1029 elektronen in de magnetosfeer van de aarde vrij. Terwijl een deel van de energieke bètadeeltjes het magnetische veld van de aarde volgde en de hemel verlichtte, werden andere elektronen met hoge energie vastgehouden en deze vormden stralingsgordels rond de aarde. De toegevoegde elektronen verhoogden de intensiteit van de elektronen binnen de natuurlijke binnenste Van Allen-stralingsgordel met meerdere ordes van grootte. Er was veel onzekerheid en debat over de samenstelling, de omvang en de mogelijke schadelijke effecten van de vastgehouden straling na de detonatie. De wapenfabrikanten raakten behoorlijk ongerust toen drie satellieten in een lage baan om de aarde werden uitgeschakeld. Hierbij waren onder meer TRAAC en Transit 4B. 
De halfwaardetijd van de energetische elektronen bedroeg slechts enkele dagen. Destijds was het nog niet bekend dat de fluxen van zonne- en kosmische deeltjes met een factor 10 konden variëren en dat de energieën groter konden zijn dan 0,16 PJ. In de maanden die volgden, zorgden deze door de mens gecreëerde stralingsgordels er uiteindelijk voor dat zes of meer satellieten faalden, omdat de straling hun zonnepanelen of elektronica beschadigde. Hierbij waren de eerste commerciële relaiscommunicatiesatelliet, Telstar 1, en de eerste satelliet van het Verenigd Koninkrijk, Ariel 1. Detectoren op Telstar, TRAAC, Injun en Ariel 1 werden gebruikt om de distributie van de straling die door de tests werd geproduceerd te meten.
In 1963 werd gerapporteerd dat Starfish Prime een gordel van MeV-elektronen had gecreëerd. In 1968 werd gerapporteerd dat sommige Starfish-elektronen vijf jaar lang in de atmosfeer waren gebleven.
Een jaar na de test, in 1963, ondertekenden de VS en de USSR het Gedeeltelijk Kernstopverdrag, dat alle bovengrondse kernproeven verbood. Frankrijk en China hebben nog enkele decennia lang bovengrondse tests uitgevoerd.

## Resulterende wetenschappelijke ontdekkingen
- De Starfish -bom bevatte 109Cd als tracer, wat hielp bij het bepalen van de seizoensgebonden mengsnelheid van polaire en tropische luchtmassa's.
- Nauwkeurige bepaling van de vervalconstante voor de 1D-toestand van de grondconfiguratie van het zuurstofatoom.